# غلستان (فريمان)
غلستان (بالفارسية: گلستان) هي قرية تقع في قسم قلندرآباد الريفي في إيران. يقدر عدد سكانها بـ 148 نسمة بحسب إحصاء 2016.